# Кведа-Клдеети
Кведа-Клдеети (груз. ქვედა კლდეეთი) — село в Грузии, на территории Зестафонского муниципалитета края (мхаре) Имеретия.

## География
Село находится в западной части Грузии, на берегах реки Аджамури (левый приток реки Квирилы), на расстоянии приблизительно 1 километра (по прямой) к югу от города Зестафони, административного центра муниципалитета. Абсолютная высота — 236 метров над уровнем моря.

## Население
По результатам официальной переписи населения 2014 года, в Кведа-Клдеети проживало 525 человек (250 мужчин и 275 женщин). В национальной структуре населения грузины составляли 100 %.
| Год  | Население, человек |
| ---- | ------------------ |
| 2002 | 806                |
| 2014 | ↘ 525              |